# Morgan Gibbs-White
Morgan Gibbs-White (sinh ngày 27 tháng 1 năm 2000) là một cầu thủ bóng đá chuyên nghiệp người Anh hiện đang thi đấu ở vị trí tiền vệ tấn công cho câu lạc bộ Nottingham Forest tại Premier League.

## Sự nghiệp câu lạc bộ

### Nottingham Forest
Vào ngày 19 tháng 8 năm 2022, Gibbs-White ký hợp đồng 5 năm với câu lạc bộ mới thăng hạng Ngoại hạng Anh Nottingham Forest với mức phí chuyển nhượng kỷ lục của câu lạc bộ là 25 triệu bảng Anh kèm theo phụ phí 17 triệu bảng Anh. Anh ghi bàn thắng đầu tiên cho câu lạc bộ vào ngày 5 tháng 11 năm 2022 trong trận hòa 2–2 trên sân nhà với Brentford. Vào ngày 28 tháng 5 năm 2023, Gibbs-White được bầu chọn là Cầu thủ xuất sắc nhất mùa giải của Nottingham Forest.
Trong mùa giải 2023–24, Gibbs-White đã lập 10 pha kiến tạo và ghi 5 bàn thắng tại Ngoại hạng Anh, bao gồm cả bàn thắng quyết định trên sân nhà trước Manchester United vào ngày 30 tháng 12 năm 2023. Vào ngày 1 tháng 2 năm 2025, anh ghi bàn trong trận đấu thứ 100 cho câu lạc bộ trong chiến thắng 7–0 trước Brighton.
Vào ngày 10 tháng 7, Sky Sports News đã đưa tin rằng Tottenham Hotspur đã kích hoạt điều khoản giải phóng hợp đồng trị giá 60 triệu bảng Anh của Gibbs-White để ký hợp đồng với anh và anh phải trải qua cuộc kiểm tra y tế với câu lạc bộ. Ngày hôm sau, Nottingham Forest đã tham khảo ý kiến của nhóm luật sư về hành động pháp lý tiềm ẩn liên quan đến những gì họ tin là cách tiếp cận bất hợp pháp đối với Gibbs-White và khả năng vi phạm thỏa thuận bảo mật liên quan đến điều khoản giải phóng hợp đồng của anh. Vào ngày 26 tháng 7, Gibbs-White đã ký hợp đồng mới có thời hạn ba năm với Nottingham Forest.

## Sự nghiệp quốc tế
Gibbs-White là thành viên của đội tuyển Anh vô địch Giải vô địch bóng đá U-17 thế giới 2017 tại Ấn Độ. Anh đã ghi hai bàn trong giải đấu, một bàn vào lưới U-17 Hoa Kỳ trong chiến thắng 4–1 ở tứ kết và một bàn trong trận chung kết, trận đấu mà Anh thắng U-17 Tây Ban Nha 5–2. Vào tháng 12 năm 2017, Rhian Brewster tiết lộ trong một cuộc phỏng vấn với The Guardian rằng Gibbs-White đã bị một cầu thủ Tây Ban Nha phân biệt chủng tộc trong trận chung kết và Hiệp hội bóng đá Anh đã báo cáo vụ việc đó lên FIFA.
Vào ngày 27 tháng 5 năm 2019, Gibbs-White có tên trong đội hình 23 cầu thủ của U-21 Anh tham dự Giải vô địch bóng đá U-21 châu Âu 2019 tại Ý. Anh ra mắt đội tuyển U-21 trong trận hòa 3–3 với U-21 Croatia tại Sân vận động San Marino vào ngày 24 tháng 6 khi chơi 17 phút cuối cùng sau khi vào sân thế chỗ James Maddison.
Vào ngày 14 tháng 6 năm 2023, Gibbs-White được đưa vào đội hình tuyển Anh tham dự Giải vô địch bóng đá U-21 châu Âu 2023. Anh ghi bàn mở tỷ số trong chiến thắng bán kết trước U-21 Israel và cũng đá chính trong trận chung kết trước khi bị đuổi khỏi sân khi Anh đánh bại Tây Ban Nha để giành chức vô địch giải đấu.
Vào ngày 29 tháng 8 năm 2024, Gibbs-White được huấn luyện viên tạm quyền Lee Carsley triệu tập vào đội tuyển quốc gia cho các trận đấu tại UEFA Nations League với Cộng hòa Ireland và Phần Lan. Anh chơi trận ra mắt đội tuyển quốc gia Anh vào ngày 7 tháng 9 khi vào sân từ ghế dự bị ở phút 76 trong chiến thắng 2–0 của Anh trước Ireland.

## Đời tư
Morgan Anthony Gibbs-White sinh ngày 27 tháng 1 năm 2000 tại Stafford, Staffordshire. Anh lớn lên ở đó và theo học tại Trường Sir Graham Balfour và Trường Thomas Telford ở Telford, Shropshire, nơi anh được Des Lyttle huấn luyện. Gibbs-White là người gốc Jamaica.
Vào ngày 13 tháng 5 năm 2025, anh bị cấm lái xe trong sáu tháng sau khi nhận tội một số lần vi phạm tốc độ và sau đó bị phạt 3.996 bảng Anh.

## Thống kê sự nghiệp

### Câu lạc bộ
Tính đến 25 tháng 5 năm 2025
| Câu lạc bộ                   | Mùa giải            | Giải vô địch        | Giải vô địch | Giải vô địch | Cúp quốc gia | Cúp quốc gia | Cúp Liên đoàn | Cúp Liên đoàn | Châu lục | Châu lục | Khác | Khác | Tổng cộng | Tổng cộng |
| Câu lạc bộ                   | Mùa giải            | Hạng đấu            | Trận         | Bàn          | Trận         | Bàn          | Trận          | Bàn           | Trận     | Bàn      | Trận | Bàn  | Trận      | Bàn       |
| ---------------------------- | ------------------- | ------------------- | ------------ | ------------ | ------------ | ------------ | ------------- | ------------- | -------- | -------- | ---- | ---- | --------- | --------- |
| U-23 Wolverhampton Wanderers | 2016–17             | —                   | —            | —            | —            | —            | —             | —             | —        | —        | 4    | 0    | 4         | 0         |
| Wolverhampton Wanderers      | 2016–17             | Championship        | 7            | 0            | 1            | 0            | 0             | 0             | —        | —        | —    | —    | 8         | 0         |
| Wolverhampton Wanderers      | 2017–18             | Championship        | 13           | 0            | 2            | 0            | 0             | 0             | —        | —        | —    | —    | 15        | 0         |
| Wolverhampton Wanderers      | 2018–19             | Premier League      | 26           | 0            | 3            | 0            | 2             | 0             | —        | —        | —    | —    | 31        | 0         |
| Wolverhampton Wanderers      | 2019–20             | Premier League      | 7            | 0            | 1            | 0            | 1             | 0             | 7        | 1        | —    | —    | 16        | 1         |
| Wolverhampton Wanderers      | 2020–21             | Premier League      | 11           | 1            | 2            | 0            | —             | —             | —        | —        | —    | —    | 13        | 1         |
| Wolverhampton Wanderers      | 2021–22             | Premier League      | 2            | 0            | —            | —            | 1             | 1             | —        | —        | —    | —    | 3         | 1         |
| Wolverhampton Wanderers      | 2022–23             | Premier League      | 2            | 0            | —            | —            | —             | —             | —        | —        | —    | —    | 2         | 0         |
| Wolverhampton Wanderers      | Tổng cộng           | Tổng cộng           | 68           | 1            | 9            | 0            | 4             | 1             | 7        | 1        | 4    | 0    | 88        | 3         |
| Swansea City (mượn)          | 2020–21             | Championship        | 5            | 1            | —            | —            | 1             | 0             | —        | —        | —    | —    | 6         | 1         |
| Sheffield United (mượn)      | 2021–22             | Championship        | 35           | 11           | 0            | 0            | —             | —             | —        | —        | 2    | 1    | 37        | 12        |
| Nottingham Forest            | 2022–23             | Premier League      | 35           | 5            | 0            | 0            | 3             | 0             | —        | —        | —    | —    | 38        | 5         |
| Nottingham Forest            | 2023–24             | Premier League      | 37           | 5            | 4            | 1            | 1             | 0             | —        | —        | —    | —    | 42        | 6         |
| Nottingham Forest            | 2024–25             | Premier League      | 34           | 7            | 4            | 0            | 0             | 0             | —        | —        | —    | —    | 38        | 7         |
| Nottingham Forest            | Tổng cộng           | Tổng cộng           | 106          | 17           | 8            | 1            | 4             | 0             | —        | —        | —    | —    | 118       | 18        |
| Tổng cộng sự nghiệp          | Tổng cộng sự nghiệp | Tổng cộng sự nghiệp | 214          | 30           | 17           | 1            | 9             | 1             | 7        | 1        | 6    | 1    | 253       | 34        |

1. ↑  Bao gồm FA Cup
2. ↑  Bao gồm EFL Cup
3. ↑  Ra sân tại EFL Trophy
4. ↑  Ra sân tại UEFA Europa League
5. ↑  Ra sân tại play-off EFL Championship

### Quốc tế
Tính đến 10 tháng 6 năm 2025
| Đội tuyển quốc gia | Năm       | Trận | Bàn |
| ------------------ | --------- | ---- | --- |
| Anh                | 2024      | 2    | 0   |
| Anh                | 2025      | 2    | 0   |
| Tổng cộng          | Tổng cộng | 4    | 0   |

## Danh hiệu

### Câu lạc bộ
Wolverhampton Wanderers
- EFL Championship: 2017–18

### Đội tuyển quốc gia
U-17 Anh
- FIFA U-17 World Cup: 2017

U-21 Anh
- UEFA U-21 Euro: 2023

Individual
- Cầu thủ Sheffield United F.C. xuất sắc nhất mùa giải: 2021–22
- Cầu thủ trẻ Sheffield United F.C. xuất sắc nhất mùa giải: 2021–22
- Cầu thủ Nottingham Forest xuất sắc nhất mùa giải: 2022–23